# John D’Earth

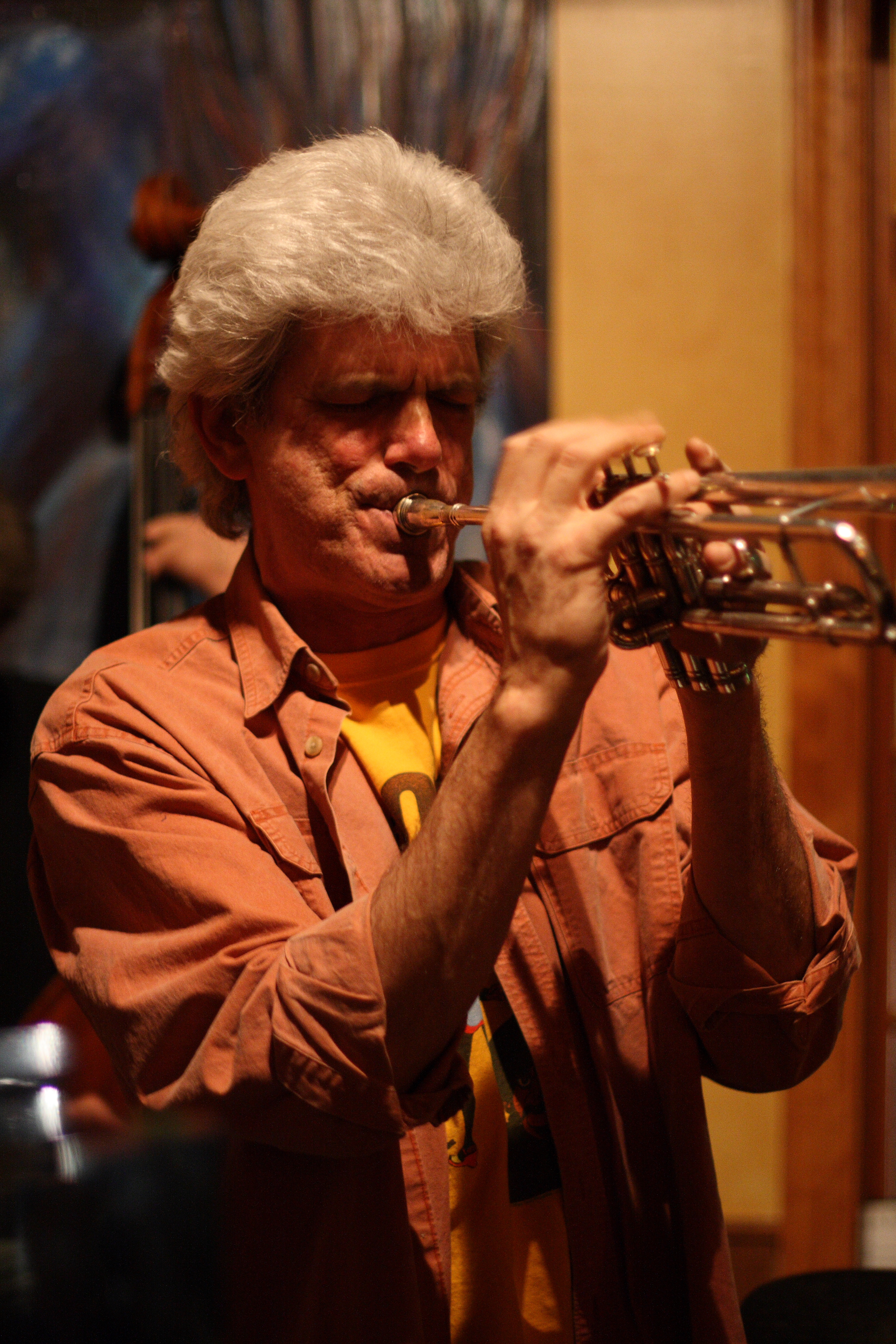
John D'Earth

John D’Earth (* 30. März 1950 in Holliston, Massachusetts; auch John D’earth) ist ein amerikanischer Jazz-Trompeter und Komponist. 
D’Earth spielte zu Beginn seiner Karriere bei Boots Mussulli. Er studierte in Harvard englische Literatur und war dort auch als Assistent tätig. Dann zog er nach New York City, wo er bei Carmine Caruso, Vince Penzarella und Richie Beirach studierte. Mit dem Schlagzeuger Robert Jospe und der Sängerin Dawn Thompson, die D’Earth später heiratete, gründete er die Formation  Cosmology (gleichnamiges Album 1977 mit Collin Walcott und Armen Donelian). Er arbeitete dann u. a im Thad Jones/Mel Lewis Orchestra, The George Gruntz Concert Jazz Band (mit der er Miles Davis in Montreux begleitete), mit Buddy Rich, Lionel Hampton, Klaus König (Reviews, 1995), Bob Moses, Gunter Hampel, Harvie Swartz und Emily Remler (Transitions, 1984) zusammen. 1989 entstand für das Enja-Label sein erstes Album unter eigenem Namen, One Bright Glance, bei dem er mit John Abercrombie, Marc Johnson und dem Schlagzeuger Howard Curtis spielte. Im Jahr 2000 nahm D’Earth mit Mulgrew Miller, Jerry Bergonzi und Mike Richmond das Album Restoration Comedy (Double Time) auf. 
D’Earth ist als Hochschullehrer Leiter des Bereichs Jazz Performance an der University of Virginia in Charlottesville, Virginia. Daneben arbeitet er mit dem Free Bridge Quintet, dem Charlottesville Swing Orchestra sowie einem eigenen Quartett/Quintett und gemeinsam mit seiner Frau mit der Thompson D'Earth Band. 
D’Earth schrieb unter anderem Musik für das Kronos Quartet, das Kandinsky Trio, das Charlottesville Chamber Festival, Bruce Hornsby, die Dave Matthews Band sowie für verschiedene Sinfonie-Orchester. Zu seinen Werken gehört das fünfteilige Natural Bridge, die Suite Rakalam für Streicher-Septett, Trompete und Schlagzeug und Musik zu dem  Murnau-Stummfilm Faust – eine deutsche Volkssage (1926)